# 大雲院 (京都市)
大雲院（だいうんいん）是位在日本京都府京都市東山區的寺院。山號「龍池山」（りょうちざん）。本尊阿彌陀如來、開基（創立者）為貞安。寺內通常非公開。因為境內的祇園閣所以通稱銅閣寺或銅閣。
京都・東山花燈路祇園閣每年定期舉辦燈籠比賽，其比賽得獎作品，也是當地特色之一。

## 歷史
天正15年（1587年），正親町天皇頒布追悼織田信長、織田信忠父子的敕命，為織田信長父子修建菩提寺，由活躍於安土宗論的淨土宗僧侶貞安出任開山住持，地點擇定於織田信忠自殺的二条新御所遺址（烏丸御池），名號取自織田信忠的戒名「大雲院」。另外，火除天滿宮被指定為該寺院之鎮守社。
然而同年由於京都改造工事，大雲院受豐臣秀吉指示遷往四條寺町南部（現下京區貞安前之町），天正18年（1590年）正式遷址四條。此後，它成為後陽成天皇的勅願所。至江戶時代，日向國佐土原藩藩主島津氏成為該寺院的主要檀越。
天明八年（1788年）元月發生天明大火以及隨後元治元年（1864年）七月的禁門之變致使寺院建築大規模毀損，直至明治時代初期才完成重建。然而由於神佛分離政策，火除天滿宮從這座寺院獨立不再具備從屬關係。廢藩置縣後的首屆京都市議會在本寺舉行。
太平洋戰爭後，四條河原町周邊逐漸成為鬧區，因相鄰的高島屋京都店從事擴建工程而搬遷。1973年4月，大倉財閥創辦人大倉喜八郎修建位於東山區的別墅「真葛莊」並買下了寺廟的一部分將寺基進行遷動，當時本堂被遷移至智積院成為明王殿（不動堂）。
2014年，在京都市下京區河原町通四條的發掘調查中，於現場發現了豐臣秀次的供養殘存石跡，被認為似乎是舊大雲院域內設施的一部分。。還有文獻記載大雲院供養祭祀著豐臣秀次切腹後在三條河原被處決的側室及親屬，這一點也得到有關證實。

### 妙心寺大雲院
同樣，在妙心寺內興建有同樣名稱的大雲院，作為織田信忠的慰靈設施。為妙心寺第56世住持九天宗瑞與其妹慈德院（信忠乳母、織田信長側室）共同修建。據傳二人皆為信長重臣瀧川一益的子嗣。根據記載，在二条新御所倖免於難的織田長益之子織田長孝安葬於此。
同時，瀧川一益的女婿津田秀政於1581年在妙心寺的同一地區再興由瀧川一益、九天宗瑞開設的「暘谷庵」。1606年，將其命名為“暘谷院”作為津田氏的菩提寺。慶長17年（1612年）九天宗瑞去世。寬永12年（1635年）津田秀政90歲去世，暘谷院以秀政的法名命名改為「長興院」。元祿五年（1692年），這座長興院與鄰近的大雲院合併，妙心寺大雲院現已不復存在。

## 關連項目
- 火除天滿宮
- 石川五右衛門

## 外部連結
- 大雲院 （页面存档备份，存于）